# Encarnación Cabré

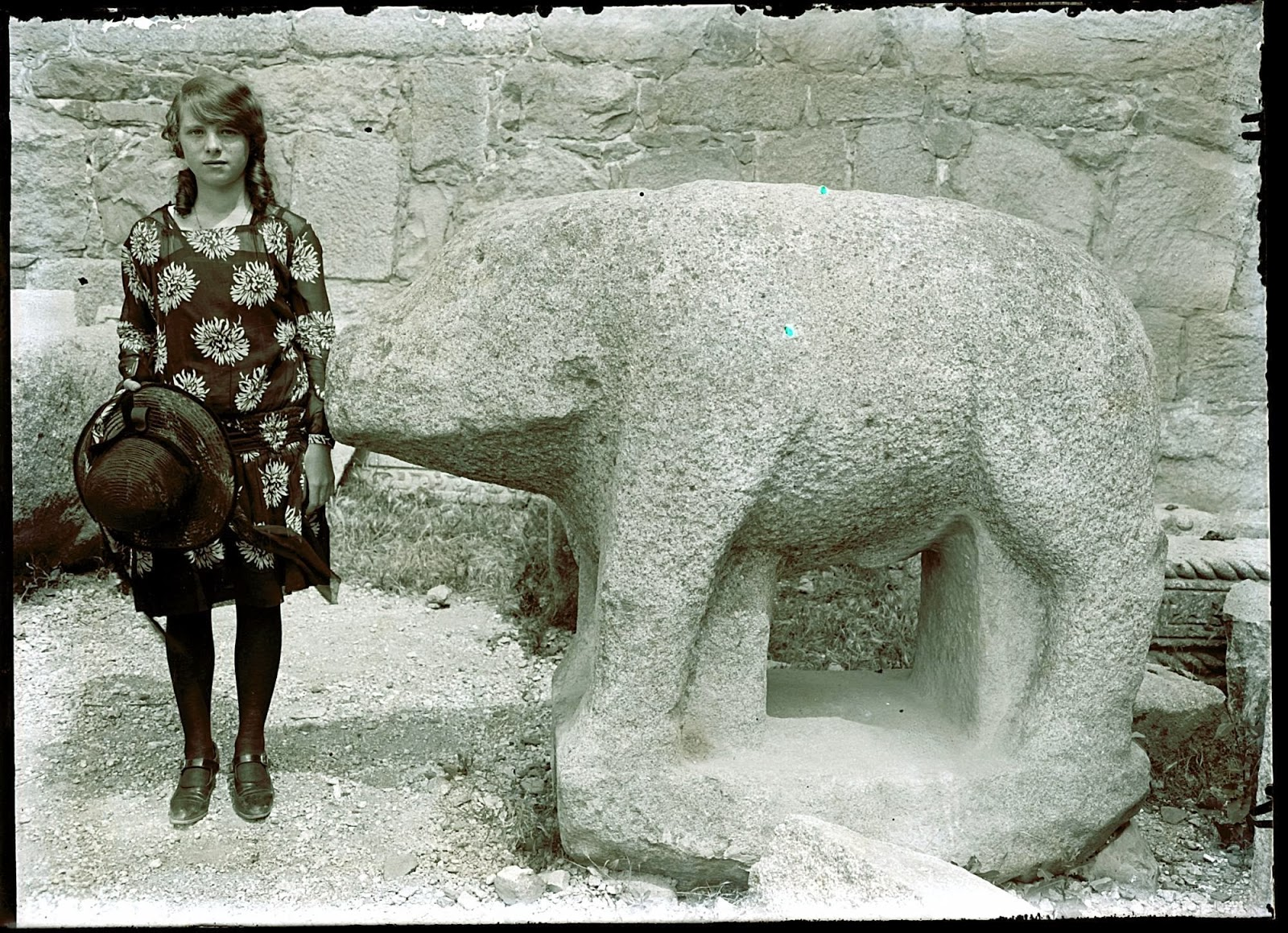
Encarnación Cabré in Castro de Las Cogotas vor einem Verraco, fotografiert von ihrem Vater Juan Cabré (ca. 1926)

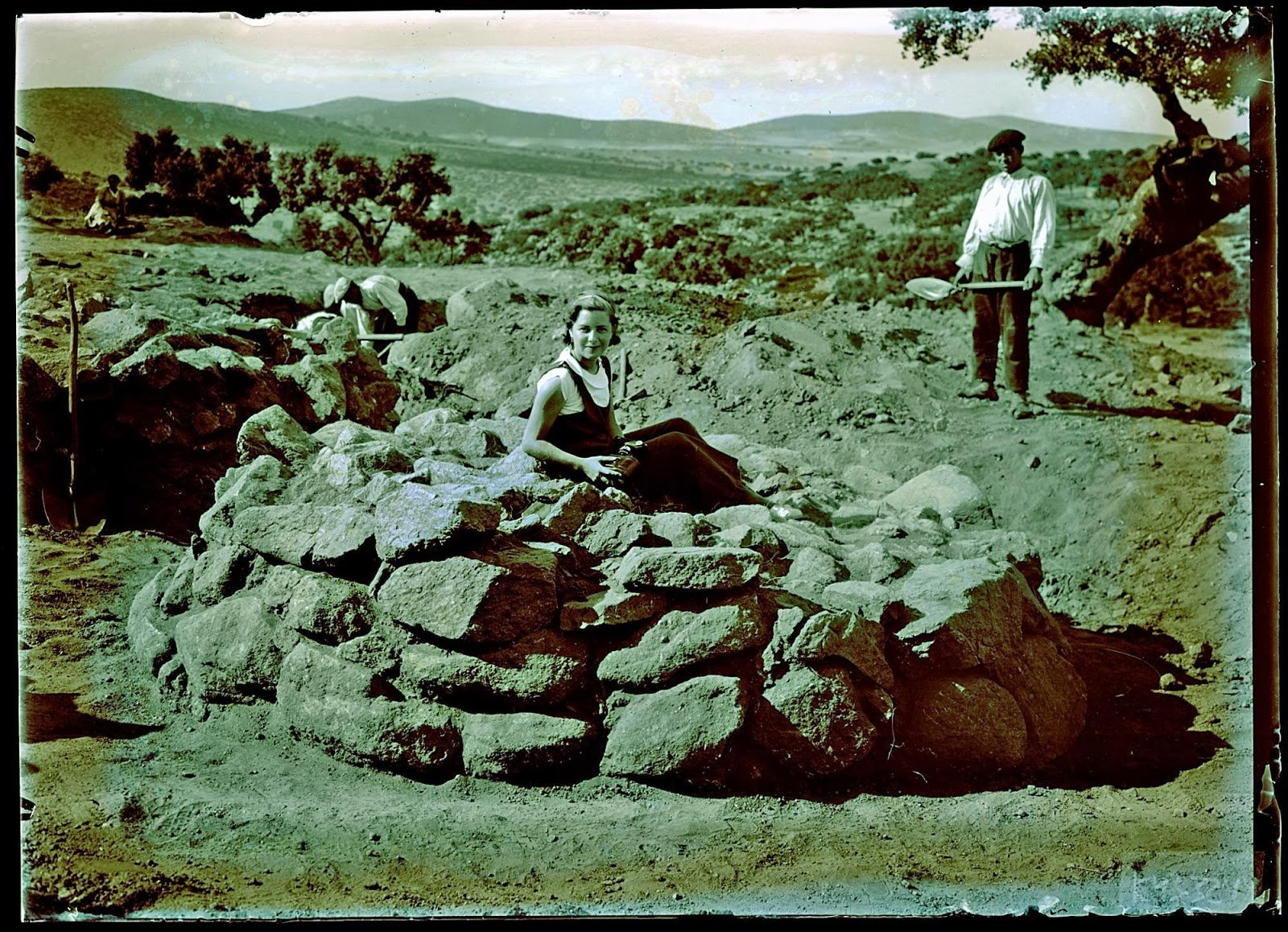
Cabré auf einem Tumulus der Nekropole von La Osera (1933)

 María de la Encarnación Cabré Herreros (* 21. März 1911 in Madrid; † 18. März 2005 ebenda) war eine spanische Archäologin. Sie war die erste professionelle Archäologin ihres Landes und gilt als Wegbereiterin für spanische Frauen in dieser Disziplin.

## Biographie
Encarnación Cabré war die Tochter von Antonia Herreros und des Archäologen Juan Cabré Aguiló (1882–1947), der ein Pionier dieses Faches in Spanien war. Sie hatte einen Bruder, Enrique. Von 1928 bis 1932 studierte sie Philosophie und Literatur mit dem Schwerpunkt Archäologie an der Universität Complutense Madrid.
Cabré war die erste Frau in Spanien, die die Archäologie zu ihrem Beruf machte; ihr Forschungsschwerpunkt lag auf der Castrokultur und der Kultur der Keltiberer. Schon als Jugendliche, später während ihres Studiums und bis zum Spanischen Bürgerkrieg nahm sie mit ihrer Mutter Antonia Herreros als Mitarbeiterin des Vaters an den Ausgrabungen einiger der bedeutendsten archäologischen Stätten der Iberischen Halbinsel teil, wie etwa in Castro de Las Cogotas und in der Nekropole von Trasguija. Man führte „das Wanderleben einer Archäologenfamilie“.
Im Jahr 1929 nahm die 18-jährige Encarnación Cabré am 4. Internationalen Archäologiekongress in Barcelona teil. Sie hielt dort als einzige Spanierin einen Vortrag und stellte ihre Studie zu den Verzierungen an den neu entdeckten Keramiken aus Las Cogotas vor, die auf einen Sonnenkult hindeuten. Im Jahr 1930 hielt sie auf dem 15. Internationalen Kongress für prähistorische Archäologie und Anthropologie in Portugal einen Vortrag über die mit Kupfer und Bernstein verzierten Keramiken. Ihr Porträt erschien auf den Titelseiten portugiesischer Zeitungen, und sie wurde als Miss Congress tituliert. Auch wurde sie im selben Jahr in einem französischen Artikel über die Situation der modernen spanischen Frauen porträtiert. 1932 und 1933 nahm sie an den Ausgrabungen in der Nekropole La Osera in Chamartín de la Sierra teil und führte für ihren Vater die Dokumentation durch. Sie fertigte beeindruckende Zeichnungen an und nutzte als eine der ersten die Fotografie zur Dokumentation: Ihre Leica trug sie stets bei sich. Ebenfalls 1933 nahm sie an der vielbeachteten Universitätskreuzfahrt von rund 200 spanischen Wissenschaftlern und Studenten im Mittelmeer teil (Crucero universitario por el Mediterráneo de 1933), die zu archäologischen Stätten führte und als Meilenstein in der Bildungspolitik der Zweiten Spanischen Republik angesehen wurde.
1934 unternahm Cabré eine Studienreise nach Spanisch-Marokko, zur Vorbereitung dieser Reise hielt sie Vorträge über muslimische Kunst. Im selben Jahr verbrachte sie mit einem Stipendium der Junta para Ampliación de Estudios (JAE) einen Forschungsaufenthalt in Hamburg und Berlin, wo sie bei einigen der bedeutendsten Prähistoriker der damaligen Zeit hörte. Ebenfalls im Jahr 1934 dokumentierten sie und ihr Vater die Höhlenzeichnungen in der Cueva de los Casares in Riba de Saelices. 1935 begleitete sie ihren Vater, ebenfalls mit einem Stipendium der JAE, zu den wichtigsten Museen in Deutschland sowie nach Frankreich, Österreich, in die Tschechoslowakei, nach Italien und in die Schweiz. Sie kehrte an die Universität zurück, wo sie als Dozentin für Geschichte der griechischen und römischen Kunst (1935–1936) lehrte. Trotz des Krieges setzte sie ihre Ausbildung mit einem Stipendium am Centro de Estudios Históricos fort, um ihre Doktorarbeit über keltische Waffen schreiben zu können, die sie aber nie fertigstellte.

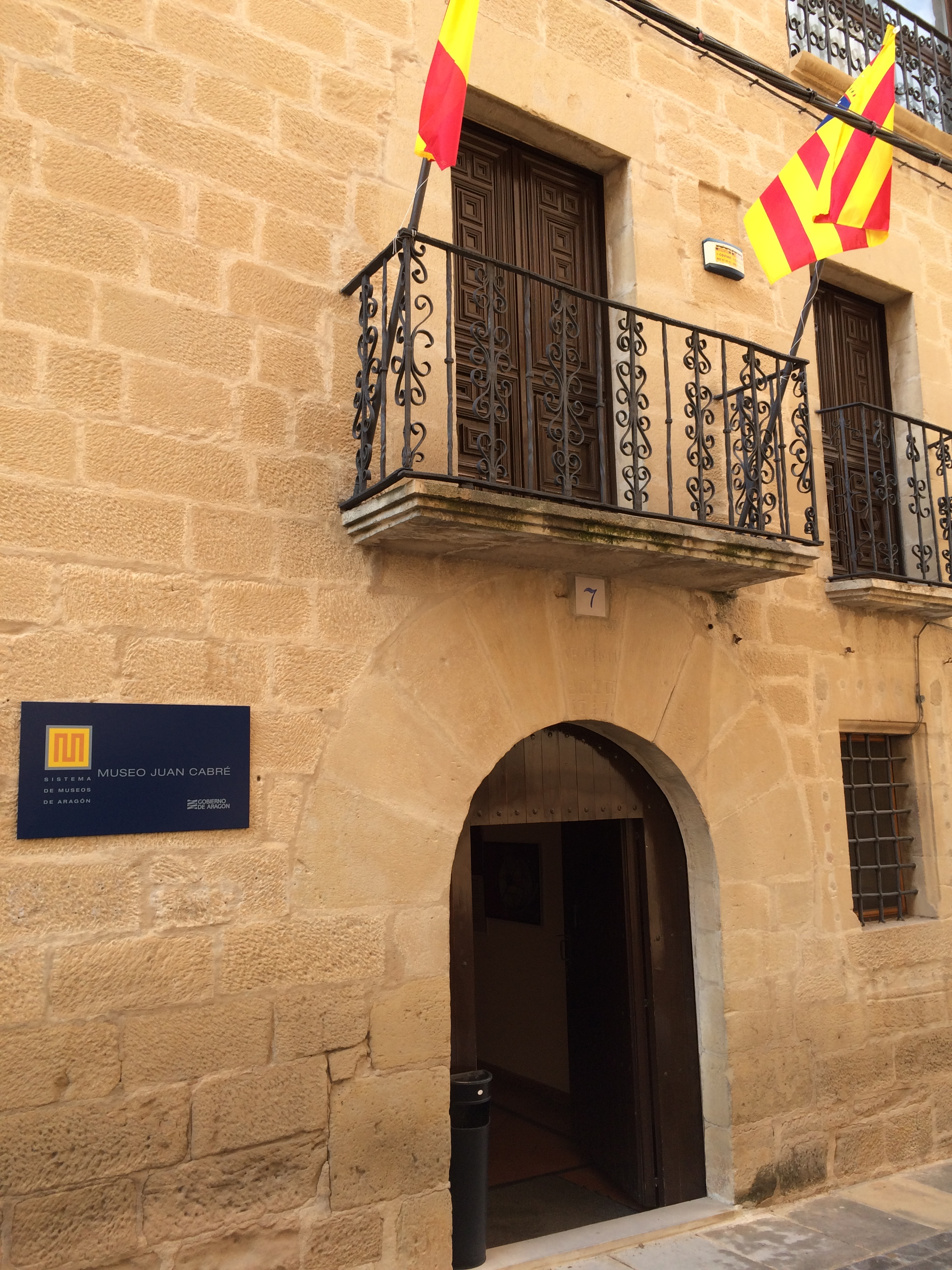
Das Museo Juan Cabré in Calaceite

Nach 1936 blieb die Familie Cabré in Madrid, um während des Spanischen Bürgerkriegs die Sammlung von Enrique de Aguilera y Gamboa, 17. Marquis von Cerralbo, im Museo Cerralbo zu behüten. 1939, nach der Machtübernahme der rechtsgerichteten Putschisten unter Franco, wurde Juan Cabré zunächst als Direktor des Museo Cerralbo entlassen, aber 1942 zum Direktor des Museo Arqueológico Nacional de España (MAN) ernannt, was er zu seinem Tod fünf Jahre später blieb. Er vermachte seine archäologische Sammlung zu beiden Teilen seinen Kindern Encarnación und Enrique, die beide die Objekte der Regierung von Aragonien zur Verfügung stellten.
1939 zog sich Encarnación Cabré aus dem Beruf zurück. Dieser Rückzug wird auf das Erlebnis des Krieges zurückgeführt, und sie soll als weibliche Wissenschaftlerin unter Francos Regime unerwünscht gewesen sein. Sie heiratete den Meteorologen und Professor für Thermodynamik D. Francisco Morán Samaniego (1901–1984), den sie während einer ihrer Aufenthalte in Deutschland kennengelernt hatte. Die Eheleute bekamen acht Kinder; eine ihrer Töchter starb im Alter von 19 Jahren. 1947 starb der Vater Juan Cabré, und die Tochter veröffentlichte Arbeiten in verschiedenen Zeitschriften und auf Kongressen (1949–1959), um die Erinnerung an ihn wach zu halten. Ab 1975 nahm sie ihre Studien mit Unterlagen und Zeichnungen aus der Sammlung von Cerralbo und ihrer früheren Ausgrabungen wieder auf und publizierte meist gemeinsam mit ihrem Sohn Juan Antonio Morán Cabré. 1987 schenkte sie ihren Teil der Sammlung ihres Vaters der autonomen Gemeinschaft Aragonien, was der Anlass für die Errichtung des Juan-Cabré-Museums in Calaceite, der Heimatstadt von Juan Cabré, war. Aus diesem Grund wurde sie 1991 mit der Medaille für kulturelle Verdienste ausgezeichnet. 1988 hielt sie auf dem II. Symposium über die Keltiberer ihren letzten Vortrag, in dem sie über deren Waffenkunst referierte.
Cabré starb 2005 im Alter von 93 Jahren in Madrid. Ihr dokumentarischer Nachlass und der ihres Vaters befinden sich in der Universidad Autónoma de Madrid (Fondo documental Juan y Encarnación Cabré). 2019 wurde der Garten des Museo Arqueológico Nacional de España in Madrid nach ihr benannt, da sich Cabré dort gern aufgehalten hatte. Die Archäologin Isabel Baquedano Beltran: „Encarnación repräsentiert uns alle, weil sie die erste dieser stillen und unblutigen Revolution ist, die die Unsichtbarkeit der Frauen beendete.“